# Villeneuve-la-Dondagre
Villeneuve-la-Dondagre ist eine französische Gemeinde mit 337 Einwohnern (Stand 1. Januar 2022) im Département Yonne in der Region Bourgogne-Franche-Comté (vor 2016 Bourgogne). Villeneuve-la-Dondagre gehört zum Arrondissement Sens und zum Kanton Gâtinais en Bourgogne (bis 2015 Chéroy). 

## Geographie
Villeneuve-la-Dondagre liegt etwa 14 Kilometer westsüdwestlich des Stadtzentrums von Sens. Umgeben wird Villeneuve-la-Dondagre von den Nachbargemeinden Fouchères im Norden, Subligny und Collemiers im Nordosten, Cornant im Osten, Égriselles-le-Bocage im Südosten, Courtoin im Süden, La Belliole im Westen sowie Saint-Valérien im Nordwesten.
Durch die Gemeinde führt die Autoroute A19.

## Bevölkerungsentwicklung
| Jahr                       | 1881 | 1962 | 1968 | 1975 | 1982 | 1990 | 1999 | 2006 | 2013 |
| Einwohner                  | 377  | 192  | 189  | 180  | 160  | 170  | 204  | 224  | 273  |
| Quellen: Cassini und INSEE |      |      |      |      |      |      |      |      |      |

## Sehenswürdigkeiten

Kirche Saint-Loup

- Kirche Saint-Loup
- Schloss